# Szachowe turnieje pretendentów
Turnieje pretendentów FIDE stanowią trzeci i najwyższy szczebel eliminacji (po turniejach strefowych i międzystrefowych) wyłaniających przeciwnika dla mistrza i mistrzyni świata w szachach. Projekt turniejów pretendentów powstał na Kongresie FIDE w Winterthur w 1946 roku.

## Turnieje pretendentów
W historii FIDE rozegrano dwanaście turniejów pretendentów (pięć w latach 1950–1962 oraz siedem w latach 1985 i 2013-2024), z których zwycięzca turnieju kwalifikował się bezpośrednio do meczu o mistrzostwo świata. Wyjątkiem był turniej z roku 1985, który jako jedyny stanowił pośrednią eliminację do meczów pretendentów (awansowało wówczas czterech zawodników). W latach 1965–1995 przeciwnika dla mistrza świata wyłaniano drogą meczów, rozgrywanych systemem pucharowym.
Formuła turniejów pretendentów zmieniała się wielokrotnie, natomiast od 2013 jest niezmieniona. Wszystkie turnieje rozegrano systemem kołowym (w formule jedno-, dwu- lub czterokołowej). Udział w turniejach pretendentów przysługiwał zawodnikom pokonanym w meczach o mistrzostwo świata oraz (w zależności od regulaminu danego cyklu) od 6 do 9 najlepszym szachistom z turnieju międzystrefowego. Wyjątkowo w roku 1953 dopuszczono również do startu zawodników, którzy w poprzedniej edycji zajęli w turnieju pretendentów miejsca od 2 do 5. Od 2013 r. uczestników wyłaniano również poprzez inne eliminacje (np. finaliści Pucharu Świata lub cyklu Grand Prix, jak również zawodnicy zakwalifikowani na podstawie list rankingowych).
Obsada turniejów wahała się od 8 do 16 zawodników.

### Budapeszt1950
Turniej dwukołowy, 18 rund

Dogrywka o I miejsce: D.Bronstein – I.Bolesławski 7½ – 6½
| Miejsce | Zawodnicy         | Punkty |
| ------- | ----------------- | ------ |
| 1       | Izaak Bolesławski | 12     |
| 2       | Dawid Bronstein   | 12     |
| 3       | Wasilij Smysłow   | 10     |
| 4       | Paul Keres        | 9½     |
| 5       | Miguel Najdorf    | 9      |
| 6       | Aleksandr Kotow   | 8½     |
| 7       | Gideon Ståhlberg  | 8      |
| 8       | Salomon Flohr     | 7      |
| 9       | Andor Lilienthal  | 7      |
| 10      | László Szabó      | 7      |

### Zurych1953
Turniej dwukołowy, 28 rund

| Miejsce | Zawodnicy         | Punkty |
| ------- | ----------------- | ------ |
| 1       | Wasilij Smysłow   | 18     |
| 2       | Dawid Bronstein   | 16     |
| 3       | Paul Keres        | 16     |
| 4       | Samuel Reshevsky  | 16     |
| 5       | Tigran Petrosjan  | 15     |
| 6       | Jefim Geller      | 14½    |
| 7       | Miguel Najdorf    | 14½    |
| 8       | Aleksandr Kotow   | 14     |
| 9       | Mark Tajmanow     | 14     |
| 10      | Jurij Awerbach    | 13½    |
| 11      | Izaak Bolesławski | 13½    |
| 12      | László Szabó      | 13     |
| 13      | Svetozar Gligorić | 12½    |
| 14      | Max Euwe          | 11½    |
| 15      | Gideon Ståhlberg  | 8      |

### Amsterdam1956
Turniej dwukołowy, 18 rund

| Miejsce | Zawodnicy        | Punkty |
| ------- | ---------------- | ------ |
| 1       | Wasilij Smysłow  | 11½    |
| 2       | Paul Keres       | 10     |
| 3       | Dawid Bronstein  | 9½     |
| 4       | Jefim Geller     | 9½     |
| 5       | Tigran Petrosjan | 9½     |
| 6       | Boris Spasski    | 9½     |
| 7       | László Szabó     | 9½     |
| 8       | Miroslav Filip   | 8      |
| 9       | Óscar Panno      | 8      |
| 10      | Herman Pilnik    | 5      |

### Jugosławia1959
Rozegrany w trzech miastach: Bled, Zagrzeb i Belgrad

Turniej czterokołowy, 28 rund

| Miejsce | Zawodnicy         | Punkty |
| ------- | ----------------- | ------ |
| 1       | Michaił Tal       | 20     |
| 2       | Paul Keres        | 18½    |
| 3       | Tigran Petrosjan  | 15½    |
| 4       | Wasilij Smysłow   | 15     |
| 5       | Bobby Fischer     | 12½    |
| 6       | Svetozar Gligorić | 12½    |
| 7       | Friðrik Ólafsson  | 10     |
| 8       | Pál Benkő         | 8      |

### Curaçao1962
Turniej czterokołowy, 28 rund

M.Tal wycofał się po 21 rundach
| Miejsce | Zawodnicy        | Punkty |
| ------- | ---------------- | ------ |
| 1       | Tigran Petrosjan | 17½    |
| 2       | Jefim Geller     | 17     |
| 3       | Paul Keres       | 17     |
| 4       | Bobby Fischer    | 14     |
| 5       | Wiktor Korcznoj  | 13½    |
| 6       | Pál Benkő        | 12     |
| 7       | Miroslav Filip   | 7      |
| 8       | Michaił Tal      | 7      |

### Montpellier1985
Turniej kołowy, 15 rund

W meczu dodatkowym pomiędzy J. Timmanem a M. Talem padł remis 3 – 3, dający awans Timmanowi lepszą punktacją dodatkową.
| Miejsce | Zawodnicy           | Ranking | Punkty |
| ------- | ------------------- | ------- | ------ |
| 1       | Artur Jusupow       | 2600    | 9      |
| 2       | Rafael Waganian     | 2625    | 9      |
| 3       | Andriej Sokołow     | 2555    | 9      |
| 4       | Jan Timman          | 2640    | 8½     |
| 5       | Michaił Tal         | 2565    | 8½     |
| 6       | Boris Spasski       | 2590    | 8      |
| 7       | Ołeksandr Bielawski | 2640    | 8      |
| 8       | Wasilij Smysłow     | 2595    | 7½     |
| 9       | Aleksander Czernin  | 2560    | 7½     |
| 10      | Yasser Seirawan     | 2570    | 7      |
| 11      | Nigel Short         | 2575    | 7      |
| 12      | Lajos Portisch      | 2625    | 7      |
| 13      | Wiktor Korcznoj     | 2630    | 6½     |
| 14      | Zoltán Ribli        | 2605    | 6½     |
| 15      | Jesus Nogueiras     | 2545    | 6      |
| 16      | Kevin Spraggett     | 2550    | 5      |

### Londyn2013
Turniej dwukołowy, 14 rund

W turnieju zwyciężyli Magnus Carlsen i Władimir Kramnik, jednak prawo do gry z mistrzem świata Viswanathanem Anandem zdobył Carlsen, który miał lepszą punktacją dodatkową (odniósł więcej zwycięstw – 5 [Kramnik – 4]).
| Miejsce | Zawodnicy            | Ranking | Punkty |
| ------- | -------------------- | ------- | ------ |
| 1       | Magnus Carlsen       | 2872    | 8½     |
| 2       | Władimir Kramnik     | 2810    | 8½     |
| 3       | Piotr Swidler        | 2747    | 8      |
| 4       | Lewon Aronian        | 2809    | 8      |
| 5       | Aleksander Griszczuk | 2764    | 6½     |
| 6       | Boris Gelfand        | 2740    | 6½     |
| 7       | Wasyl Iwanczuk       | 2757    | 6      |
| 8       | Tejmur Radżabow      | 2793    | 4      |

### Chanty-Mansyjsk2014
Turniej dwukołowy, 14 rund

| Miejsce | Zawodnicy              | Ranking | Punkty |
| ------- | ---------------------- | ------- | ------ |
| 1       | Viswanathan Anand      | 2770    | 8½     |
| 2       | Siergiej Kariakin      | 2766    | 7½     |
| 3       | Władimir Kramnik       | 2787    | 7      |
| 4       | Szachrijar Mammedjarow | 2757    | 7      |
| 5       | Dmitrij Andriejkin     | 2709    | 7      |
| 6       | Lewon Aronian          | 2830    | 6½     |
| 7       | Piotr Swidler          | 2758    | 6½     |
| 8       | Weselin Topałow        | 2785    | 6      |

### Moskwa2016
Turniej dwukołowy, 14 rund

| Miejsce | Zawodnicy         | Ranking | Punkty |
| ------- | ----------------- | ------- | ------ |
| 1       | Siergiej Kariakin | 2760    | 8½     |
| 2       | Fabiano Caruana   | 2794    | 7½     |
| 3       | Viswanathan Anand | 2762    | 7½     |
| 4       | Piotr Swidler     | 2757    | 7      |
| 5       | Lewon Aronian     | 2786    | 7      |
| 6       | Anisz Giri        | 2793    | 7      |
| 7       | Hikaru Nakamura   | 2790    | 7      |
| 8       | Weselin Topałow   | 2780    | 4½     |

### Berlin2018
Turniej dwukołowy, 14 rund

| Miejsce | Zawodnicy              | Ranking | Punkty |
| ------- | ---------------------- | ------- | ------ |
| 1       | Fabiano Caruana        | 2784    | 9      |
| 2       | Szachrijar Mammedjarow | 2809    | 8      |
| 3       | Siergiej Kariakin      | 2763    | 8      |
| 4       | Ding Liren             | 2769    | 7½     |
| 5       | Władimir Kramnik       | 2800    | 6½     |
| 6       | Aleksandr Griszczuk    | 2767    | 6½     |
| 7       | Wesley So              | 2799    | 6      |
| 8       | Lewon Aronian          | 2794    | 4½     |

### Jekaterynburg2020/2021
Turniej dwukołowy, 14 rund
Ze względu na pandemię COVID-19, turniej został wstrzymany od marca 2020 do kwietnia 2021.
Wyniki
| Miejsce | Zawodnicy              | Ranking | Punkty |
| ------- | ---------------------- | ------- | ------ |
| 1       | Jan Niepomniaszczij    | 2774    | 8½     |
| 2       | Maxime Vachier-Lagrave | 2767    | 8      |
| 3       | Anisz Giri             | 2763    | 7½     |
| 4       | Fabiano Caruana        | 2842    | 7½     |
| 5       | Ding Liren             | 2805    | 7      |
| 6       | Aleksandr Griszczuk    | 2777    | 7      |
| 7       | Kirill Alekseenko      | 2698    | 5½     |
| 8       | Wang Hao               | 2762    | 5      |

### Madryt 2022
Turniej dwukołowy, 14 rund
Wyniki
| Miejsce | Zawodnicy           | Ranking | Punkty |
| ------- | ------------------- | ------- | ------ |
| 1       | Jan Niepomniaszczij | 2766    | 9½     |
| 2       | Ding Liren          | 2806    | 8      |
| 3       | Teymur Rəcəbov      | 2753    | 7½     |
| 4       | Hikaru Nakamura     | 2760    | 7½     |
| 5       | Fabiano Caruana     | 2783    | 6½     |
| 6       | Alireza Firouzja    | 2793    | 6      |
| 7       | Jan-Krzysztof Duda  | 2750    | 5½     |
| 8       | Richard Rapport     | 2764    | 5½     |

## Turnieje pretendentek

### Moskwa1952
Turniej kołowy, 16 uczestniczek
| Miejsce | Zawodniczki           | Punkty |
| ------- | --------------------- | ------ |
| 1       | Jelizawieta Bykowa    | 11½    |
| 2       | Fenny Heemskerk       | 10½    |
| 3       | Olga Ignatiewa        | 10½    |
| 4       | Walentina Borisienko  | 10     |
| 5       | Kira Zworykina        | 10     |
| 6       | Edith Keller-Herrmann | 10     |
| 7       | Eileen Tranmer        | 9      |
| 8       | Olga Rubcowa          | 8      |

### Moskwa1955
Turniej kołowy, 20 uczestniczek
| Miejsce | Zawodniczki           | Punkty |
| ------- | --------------------- | ------ |
| 1       | Olga Rubcowa          | 15     |
| 2       | Łarisa Wolpert        | 14½    |
| 3       | Edith Keller-Herrmann | 14     |
| 4       | Kira Zworykina        | 13½    |
| 5       | Walentina Borisienko  | 13     |
| 6       | Verica Nedeljković    | 12½    |
| 7       | Milunka Lazarević     | 12     |
| 8       | Antonia Iwanowa       | 11½    |
| 9       | Fenny Heemskerk       | 10     |
| 10      | Olga Ignatiewa        | 9½     |

### Płowdiw1959
Turniej kołowy, 15 uczestniczek
| Miejsce | Zawodniczki           | Punkty |
| ------- | --------------------- | ------ |
| 1       | Kira Zworykina        | 11½    |
| 2       | Verica Nedeljković    | 10½    |
| 3       | Łarisa Wolpert        | 9½     |
| 4       | Salme Rootare         | 9      |
| 5       | Edith Keller-Herrmann | 9      |
| 6       | Milunka Lazarević     | 8      |
| 7       | Éva Karakas           | 7½     |
| 8       | Walentina Borisienko  | 7      |
| 9       | Olga Rubcowa          | 6½     |
| 10      | Květa Eretová         | 6      |

### Vrnjačka Banja1961
Turniej kołowy, 17 uczestniczek
| Miejsce | Zawodniczki            | Punkty |
| ------- | ---------------------- | ------ |
| 1       | Nona Gaprindaszwili    | 13     |
| 2       | Walentina Borisienko   | 11     |
| 3       | Kira Zworykina         | 10     |
| 4       | Verica Nedeljković     | 9½     |
| 5       | Milunka Lazarević      | 9½     |
| 6       | Tatiana Zatułowska     | 9½     |
| 7       | Alexandra Nicolau      | 9      |
| 8       | Łarisa Wolpert         | 9      |
| 9       | Éva Karakas            | 9      |
| 10      | Elisabeta Polihroniade | 8      |
| 11      | Henryka Konarkowska    | 7      |

### Suchumi1964
Turniej kołowy, 18 uczestniczek

Dogrywka o I miejsce: 1. A.Kusznir, 2. M.Lazarević, 3. T.Zatułowska
| Miejsce | Zawodniczki          | Punkty |
| ------- | -------------------- | ------ |
| 1       | Milunka Lazarević    | 12½    |
| 2       | Ałła Kusznir         | 12½    |
| 3       | Tatiana Zatułowska   | 12½    |
| 4       | Kira Zworykina       | 11     |
| 5       | Katarina Jovanović   | 11     |
| 6       | Maaja Ranniku        | 10½    |
| 7       | Walentina Borisienko | 10     |
| 8       | Henryka Konarkowska  | 10     |
| 9       | Verica Nedeljković   | 9      |
| 10      | Květa Eretová        | 8½     |

### Subotica1967
Turniej kołowy, 18 uczestniczek
| Miejsce | Zawodniczki         | Punkty |
| ------- | ------------------- | ------ |
| 1       | Ałła Kusznir        | 13½    |
| 2       | Walentina Kozłowska | 12½    |
| 3       | Tatiana Zatułowska  | 12½    |
| 4       | Tereza Štadler      | 12     |
| 5       | Aleksandra Kisłowa  | 11     |
| 6       | Verica Nedeljković  | 10½    |
| 7       | Nana Aleksandria    | 10     |
| 8       | Milunka Lazarević   | 10     |
| 9       | Alexandra Nicolau   | 10     |
| 10      | Waltraud Nowarra    | 8      |

### Malmö1986
Turniej dwukołowy, 14 rund
| Miejsce | Zawodniczki        | Ranking | Punkty |
| ------- | ------------------ | ------- | ------ |
| 1       | Jelena Achmyłowska | 2305    | 9½     |
| 2       | Nana Aleksandria   | 2310    | 9      |
| 3       | Marta Lityńska     | 2275    | 8      |
| 4       | Pia Cramling       | 2400    | 7      |
| 5       | Lidia Siemionowa   | 2260    | 7      |
| 6       | Agnieszka Brustman | 2220    | 6½     |
| 7       | Irina Lewitina     | 2340    | 6      |
| 8       | Wu Mingqian        | 2145    | 3      |

### Ckaltubo1988
Turniej dwukołowy, 14 rund

Dogrywka o I miejsce: N.Ioseliani – J.Achmyłowska 3 – 2
| Miejsce | Zawodniczki         | Ranking | Punkty |
| ------- | ------------------- | ------- | ------ |
| 1       | Nana Ioseliani      | 2455    | 10     |
| 2       | Jelena Achmyłowska  | 2400    | 10     |
| 3       | Irina Lewitina      | 2355    | 8      |
| 4       | Marta Lityńska      | 2415    | 8      |
| 5       | Nana Aleksandria    | 2415    | 6½     |
| 6       | Agnieszka Brustman  | 2395    | 5½     |
| 7       | Nona Gaprindaszwili | 2485    | 4½     |
| 8       | Ketevan Arachamia   | 2420    | 3½     |

### Bordżomi1990
Turniej kołowy

Dogrywka o I miejsce: Xie Jun – A.Marić 4½ – 2½
| Miejsce | Zawodniczki         | Ranking | Punkty |
| ------- | ------------------- | ------- | ------ |
| 1       | Xie Jun             | 2360    | 4½     |
| 2       | Alisa Marić         | 2305    | 4½     |
| 3       | Alisa Gallamowa     | 2370    | 4      |
| 4       | Nana Ioseliani      | 2480    | 4      |
| 5       | Nona Gaprindaszwili | 2435    | 3½     |
| 6       | Jelena Donaldson    | 2430    | 3      |
| 7       | Ketino Kachiani     | 2330    | 2½     |
| 8       | Eliska Klimova      | 2340    | 2      |

### Szanghaj1992
Turniej dwukołowy, 16 rund

Finałowy mecz kandydatek: N.Ioseliani – Z.Polgar 6 – 6, Ioseliani awansowała w wyniku losowania.
| Miejsce | Zawodniczki         | Ranking | Punkty |
| ------- | ------------------- | ------- | ------ |
| 1       | Zsuzsa Polgár       | 2540    | 12½    |
| 2       | Nana Ioseliani      | 2445    | 9½     |
| 3       | Maja Cziburdanidze  | 2505    | 9½     |
| 4       | Alisa Marić         | 2390    | 8      |
| 5       | Qin Kanying         | 2315    | 8      |
| 6       | Irina Lewitina      | 2415    | 6½     |
| 7       | Peng Zhaoqin        | 2370    | 6      |
| 8       | Nona Gaprindaszwili | 2435    | 6      |
| 9       | Wang Pin            | 2370    | 6      |

### Tilburg1994
Turniej dwukołowy, 16 rund

Dogrywka o I miejsce: Z.Polgar – M.Cziburdanidze 5½ – 1½
| Miejsce | Zawodniczki           | Ranking | Punkty |
| ------- | --------------------- | ------- | ------ |
| 1       | Zsuzsa Polgár         | 2550    | 10½    |
| 2       | Maja Cziburdanidze    | 2520    | 10½    |
| 3       | Pia Cramling          | 2525    | 8½     |
| 4       | Alisa Gallamowa       | 2475    | 8      |
| 5       | Alisa Marić           | 2400    | 8      |
| 6       | Peng Zhaoqin          | 2370    | 7½     |
| 7       | Nana Ioseliani        | 2435    | 7      |
| 8       | Cristina-Adela Foişor | 2405    | 7      |
| 9       | Ketevan Arachamia     | 2450    | 5      |

### Groningen1997
Turniej dwukołowy, 18 rund

Ketino Kachiani wycofała się po 10 rundach
| Miejsce | Zawodniczki        | Ranking | Punkty |
| ------- | ------------------ | ------- | ------ |
| 1       | Alisa Gallamowa    | 2445    | 13½    |
| 2       | Xie Jun            | 2495    | 12½    |
| 3       | Nana Ioseliani     | 2520    | 11     |
| 4       | Maja Cziburdanidze | 2525    | 11     |
| 5       | Peng Zhaoqin       | 2400    | 9      |
| 6       | Alisa Marić        | 2460    | 9      |
| 7       | Ketevan Arachamia  | 2430    | 9      |
| 8       | Pia Cramling       | 2520    | 8½     |
| 9       | Nino Gurieli       | 2370    | 5      |
| 10      | Ketino Kachiani    | 2415    | 1½     |

### Kazań2019
Turniej dwukołowy, 14 rund

| Miejsce | Zawodniczki            | Ranking | Punkty |
| ------- | ---------------------- | ------- | ------ |
| 1       | Aleksandra Goriaczkina | 2522    | 9½     |
| 2       | Anna Muzyczuk          | 2539    | 8      |
| 3       | Tan Zhongyi            | 2513    | 7      |
| 4       | Kateryna Łahno         | 2554    | 7      |
| 5       | Marija Muzyczuk        | 2563    | 6½     |
| 6       | Nana Dzagnidze         | 2510    | 6½     |
| 7       | Aleksandra Kostieniuk  | 2546    | 6      |
| 8       | Walentina Gunina       | 2506    | 5½     |